# Bronislava Nijinska
Bronislava Nijinska, född 8 januari 1891 i Minsk, Kejsardömet Ryssland, död 21 februari 1972 i Pacific Palisades, Los Angeles, Kalifornien, var en polsk-rysk dansare, koreograf och danspedagog.

## Biografi
Nijinska var tredje barnet till de polska dansarna Tomasz Niżyński (1862-1912) och Eleonora Niżyńska (flicknamn Bereda, 1856-1931). Hon var yngre syster till den berömde dansaren Wacław Niżyński. Tidigt i livet lärde hon sig polska, ungerska, italienska och ryska folkdanser av sina föräldrar. Dessutom lärde hennes far henne akrobatik som hon senare kunde införliva i några av sina koreografiska verk. Hon var fyra år gammal när hon gjorde sin teaterdebut i en julparad med sina bröder i Nizjnij Novgorod. 
Nijinska utbildade sig hos Enrico Cecchetti innan hon började i Mariinskijteaterns kejserliga balettskola år 1900. Hon var elev där fram till 1908 och undervisades av Nicolai Legat och Michel Fokine.

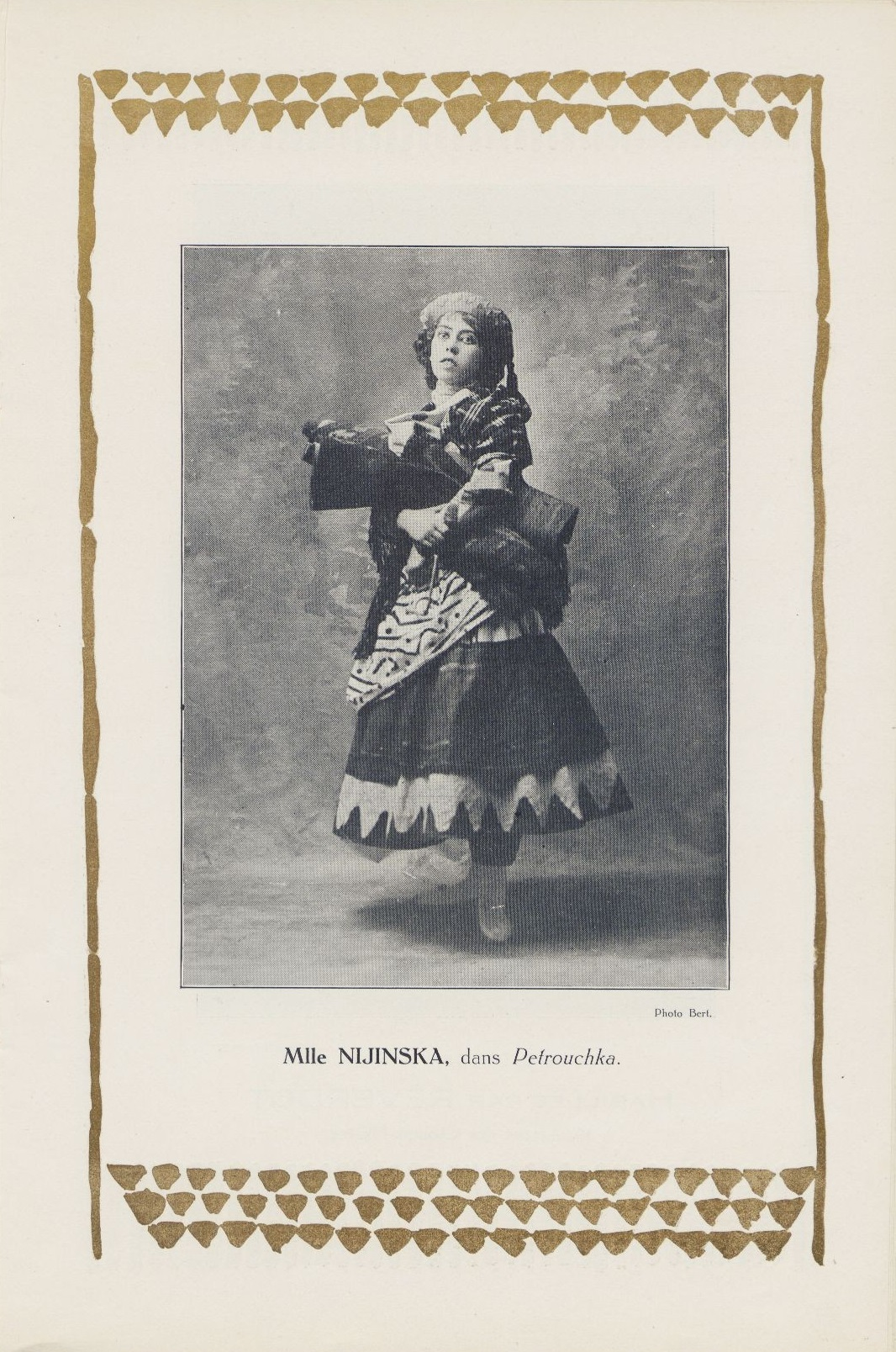
Niljinska I Petrusjka, Ballets Russes, 1913.

## Karriär
År 1908 följde Nijinska i sin brors fotspår och blev medlem av Mariinskijteaterns kejserliga balett. Under sitt första år dansade hon i Fokines Sylfiderna, där hon direkt upplevde Fokines koreografiska vision. Både hon och den äldre brodern Wacław följde 1909 med Sergej Djagilevs Ballets Russes utomlands.
Nijinska lämnade ett decennium senare Ballets Russes och öppnade 1919 en balettskola i Kiev. Hennes träningsfilosofi fokuserade på att förbereda dansare att arbeta med koreografer som hennes bror. Hon ville ha flödande rörelse och fri användning av kroppen.
År 1921 ombads Nijinska att återvända till Djagilevs Ballets Russes, men denna gången som koreograf. Denna inbjudan kom efter att Djagilev hade hört att Nijinska hade iscensatt Petipas Svansjön i Kiev 1919. Nijinska omarbetade delar av Djagilevs Den sovande prinsessan, och gjorde om den impopulära baletten till en enaktsbalett med titeln Auroras bröllop.
År 1925 lämnade Nijinska åter Ballets Russes. Hon fortsatte koreografera som frilansare och arbetade för olika baletter i Europa, Sydamerika och USA. Hon ledde till en del också den egna Théâtre de la Danse i Paris från 1932 till 1934.
Hennes kanske mest bestående bidrag till både fransk musik och europeisk balett var hennes koreografi av Ravels Boléro 1928, som hon skapade samtidigt som hon koreograferade för Ida Rubinsteins bolag. 1934 inbjöds Nijinska till Hollywood för att koreografera danserna (till Felix Mendelssohns musik) i Max Reinhardts filmatisering av William Shakespeares En midsommarnattsdröm 1935.
År 1994 valdes Nijinska in i National Museum of Dance's, Mr. & Mrs. Cornelius Vanderbilt Whitney Hall of Fame.

## Utmärkelser
Nedslagskratern Nijinskaya på planeten Venus är uppkallad efter henne.